# Faust (włoski zespół muzyczny)
Faust – włoska grupa muzyczna wykonująca death metal. Powstała w 1992 roku w Mediolanie. W 2009 roku nakładem Paragon Records ukazał się debiutancki album zatytułowany From Glory to Infinity. Płyta została zarejestrowana z udziałem basisty Steve'a DiGiorgio i perkusisty Dariusza Brzozowskiego.

## Dyskografia
- Faust (1993, demo, wydanie własne)
- ...And Finally Faust (EP, 2001, wydanie własne)
- From Glory to Infinity (2009, Paragon Records)[3]